# Christoffersen Island
Christoffersen Island (norwegisch Christoffersenøya) ist eine kleine Insel im Archipel der Südlichen Orkneyinseln. Sie liegt westlich des südlichen Endes von Powell Island und gehört zum Antarctic Specially Protected Area, ASPA No. 111.
Der Name der Insel ist erstmals auf einer Landkarte verzeichnet, die der norwegische Walfängerkapitän Petter Sørlle anhand seiner zwischen 1912 und 1913 durchgeführten Vermessungen der Südlichen Orkneyinseln erstellt hatte. Vermutlicher Namensgeber ist Wilhelm Christoffer Christophersen [sic!] (1832–1913), Außenminister Norwegens von 1912 bis 1913.